# Dieulouard
Dieulouard település Franciaországban, Meurthe-et-Moselle megyében. Lakosainak száma 4603 fő (2022. január 1.). Dieulouard Blénod-lès-Pont-à-Mousson, Autreville-sur-Moselle, Belleville, Bezaumont, Griscourt, Jezainville, Loisy, Saizerais és Villers-en-Haye községekkel határos.

## Népesség
A település népességének változása:
| Lakosok száma | 5332 | 5212 | 4903 | 4609 | 4572 | 4693 | 4763 | 4772 | 4712 | 4603 |
|               | 1968 | 1982 | 1990 | 2006 | 2013 | 2015 | 2017 | 2019 | 2020 | 2022 |